# 閉凸函数
数学において、函数 {\displaystyle f\colon \mathbb {R} ^{n}\to \mathbb {R} } が閉（へい、英: closed）であるとは、各 {\displaystyle \alpha \in \mathbb {R} } に対して劣位集合 {\displaystyle \{x\in \operatorname {dom} f\mid f(x)\leq \alpha \}} が閉集合であることをいう。
また同値であるが、{\displaystyle \operatorname {epi} f=\{(x,t)\in \mathbb {R} ^{n+1}\mid x\in \operatorname {dom} f,\;f(x)\leq t\}} で定義されるエピグラフが閉であるとき、函数 {\displaystyle f(x)} は閉となる。
この定義はすべての函数に対して適用されるものであるが、ほとんどは凸函数に対して使われている。真凸函数が閉であるための必要十分条件は、それが下半連続であることである。真凸函数ではない凸函数に対して、函数の「閉包」とは定義の上で異なる点がある。

## 性質
- {\displaystyle f\colon \mathbb {R} ^{n}\rightarrow \mathbb {R} } が連続で、集合 {\displaystyle \operatorname {dom} f} が閉なら、函数 {\displaystyle f} も閉である。

- 閉真凸函数 f は、h ≤ f を満たすすべてのアフィン函数 h（f のアフィン劣函数と呼ばれる）の集合の各点毎の上限である。